# Fressenneville
Fressenneville é uma comuna francesa na região administrativa de Altos da França, no departamento de Somme. Estende-se por uma área de 8,66 km². Em 2010 a comuna tinha 2 234 habitantes (densidade: 258 hab./km²).